# Aérogommage

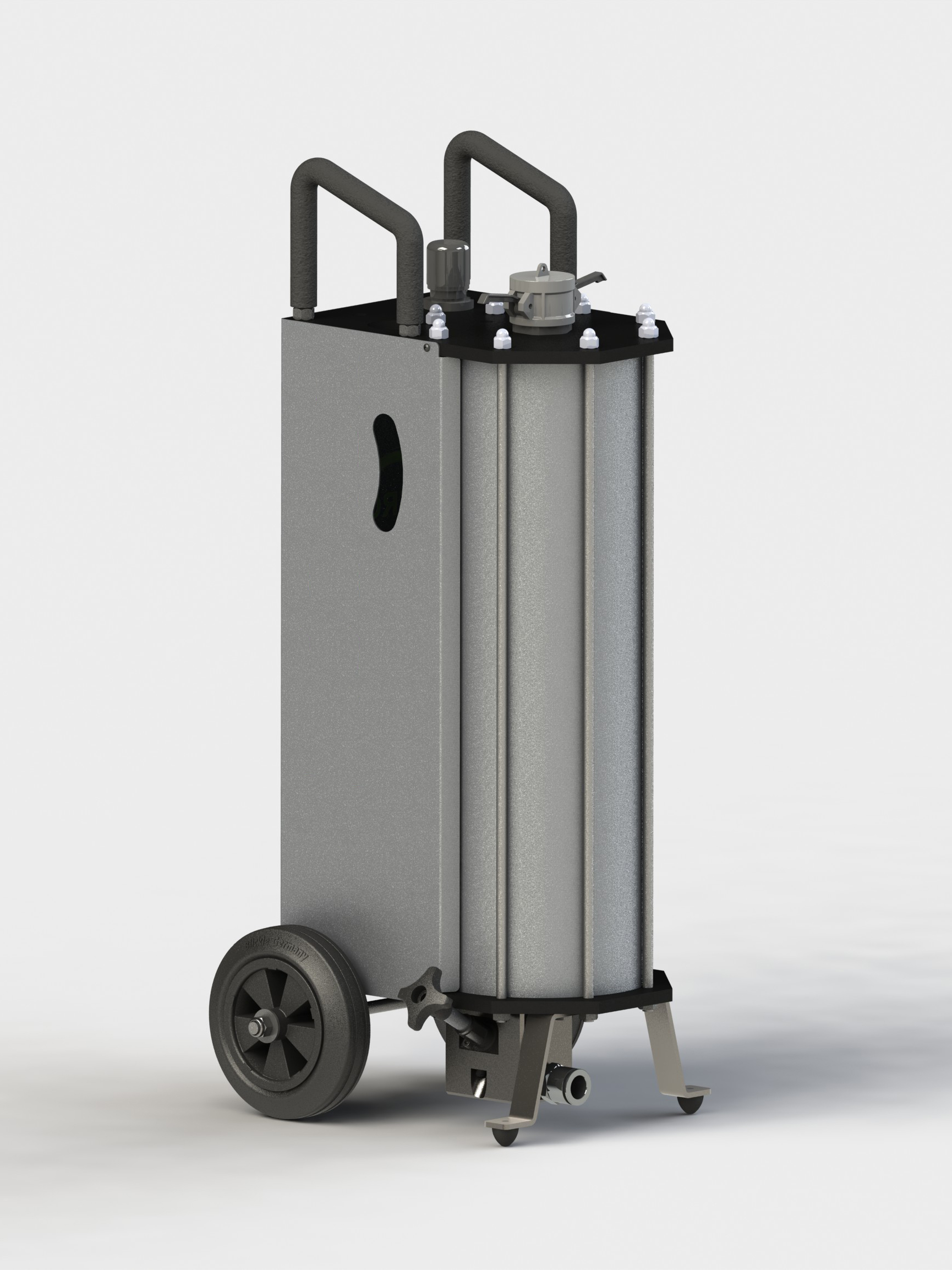
Illustration d'une aérogommeuse portative.

 (janvier 2021).
Si vous disposez d'ouvrages ou d'articles de référence ou si vous connaissez des sites web de qualité traitant du thème abordé ici, merci de compléter l'article en donnant les références utiles à sa vérifiabilité et en les liant à la section « Notes et références ».
L'aérogommage est un procédé de traitement de surface dérivé de la technique de sablage. Cela consiste en la projection d'un abrasif naturel à l'aide d'air comprimé à basse pression en vue du décapage ou nettoyage de surface. Quand de l'eau est ajoutée au mélange d'abrasif et d'air, on appelle cela de la  « brumisation »; ne pas confondre avec l'hydrogommage qui correspond à la technique du sablage pour laquelle on utilise 80 % d'eau et 20 % de sable.
Cette technique est mieux adaptée que le sablage aux travaux de précision et à l'emploi dans des endroits difficilement accessibles. Grâce à l'emploi de basse pression et à un choix d'une large gamme d'abrasifs, elle est efficace sur tout support. L'utilisation d'abrasifs de très faibles granulométries permet le respect total de nombreux supports. En exemple, il est possible de décaper un vernis ou une peinture le long d'une vitrerie sans qu'il y ait le moindre impact sur le verre lorsque l'abrasif est adapté.

## Pression d'air
Les aérogommeuses peuvent être réglées pour avoir une pression comprise entre 0,5 et 8 bars, ce qui permet de rendre cette technique très efficace tout en minimisant au maximum son effet sur le support. La pression d'air détermine ainsi la vitesse de projection d'abrasif. L’aérogommage est la grande évolution du sablage. 
Une aérogommeuse projette de 300 à 500 grammes d’abrasifs à la minute sur les supports, alors qu’une sableuse projette entre 6 et 7 kg de sable à la minute pour le même travail.
L’aérogommage peut être effectué avec divers abrasifs très différents, les réglages de débit d’abrasif et de pression d’air sont choisis en fonction des travaux à effectuer et du support à traiter (dès 0,5 bar). Ces réglages ne sont pas disponibles sur une sableuse.

## Machines utilisées
L'abrasif est contenu dans une cuve de plusieurs litres, pressurisée, l'abrasif est propulsé grâce à de l'air comprimé préalablement asséché. Le mélange sort par un faisceau, avec à l'extrémité une buse, souvent en carbure, permettant l'accélération finale des grains. La taille de la buse utilisée est déterminante pour les caractéristiques du compresseur à utiliser et le rendement m²/heure obtenu.

## Abrasifs utilisés
Différents types d'abrasifs de différents calibres sont utilisés, les plus courants ayant une granulométrie comprise entre 0,177 et 0,037 mm. Le plus souvent, ils sont d'origine biologique et biodégradables. Ceux-ci peuvent être composés de grenat, de silice,  de silicate d'aluminium (scories de fusion), de corindon, de coque de noix broyée, de bicarbonate de sodium, d'almandin (garnet), de chalcite, de microbilles de verre, de Bekagrit (scorie de cuivre), de Scorex (silicate de calcium), d'archifine, de rugos, ou de noyaux de fruits concassés ou végétal.

## Utilisations
L'aérogommage et l'hydrogommage peuvent être utilisés pour :
- Nettoyage de graffitis
- Décapage de peintures
- Nettoyage de statues et monuments en pierre ou en bronze
- Nettoyage des traces de rouilles sur pièces métalliques
- Nettoyage de façades en pierre
- Décapage de l'antifouling de coque de bateau
- Décapage de piscine en béton et polyester
- Décapage pour vieillissement du bois
- Préparation de tous supports pour traitements
- La rénovation de mobilier pour décoration d'intérieur
- L'entretien régulier de boiseries
- Gravure sur verre
- Nettoyage de vitres et vitraux